# السدوع (المضاربة والعارة)

تعديل مصدري - تعديل

السدوع هي إحدى قرى عزلة العارة بمديرية المضاربة والعارة التابعة لمحافظة لحج، بلغ تعداد سكانها 43 نسمة حسب تعداد اليمن لعام 2004.